# Vonšov
Vonšov (německy Fonsau) je malá vesnice, část města Skalná v okrese Cheb v Karlovarském kraji. Nachází se asi dva kilometry jihovýchodně od Skalné. Je zde evidováno 12 adres. V roce 2011 zde trvale žilo 17 obyvatel.
Vonšov je také název katastrálního území o rozloze 4,44 km². V katastrálním území Vonšov leží i Kateřina.
V roce 2007 zde byl postaven čtyřhvězdičkový hotel Kazdův Dvůr, který byl později upraven na domov se zvláštním režimem. Ve vesnici se nachází železniční zastávka na trati 146 a provozovnu zde má autodoprava SKALDO. Přes vesnici protéká Vonšovský potok.

## Historie
První písemná zmínka o vesnici pochází z roku 1328.

## Obyvatelstvo
Při sčítání lidu v roce 1921 zde žilo 74 obyvatel, všichni německé národnosti. K římskokatolické církvi se hlásilo 68 obyvatel, šest k evangelické.
| Rok            | 1869 | 1880 | 1890 | 1900 | 1910 | 1921 | 1930 | 1950 | 1961 | 1970 | 1980 | 1991 | 2001 | 2011 | 2021 |
| -------------- | ---- | ---- | ---- | ---- | ---- | ---- | ---- | ---- | ---- | ---- | ---- | ---- | ---- | ---- | ---- |
| Počet obyvatel | 92   | 80   | 70   | 63   | 75   | 74   | 103  | 63   | 73   | 55   | 31   | 25   | 22   | 17   | 111  |
| Počet domů     | 9    | 11   | 11   | 10   | 10   | 9    | 12   | 13   | -    | 10   | 7    | 8    | 9    | 9    | 11   |

## Obecní správa
Při sčítání lidu v letech 1850–1959 Vonšov byl osadou obce Nový Drahov v okrese Cheb. Od roku 1960 je částí města Skalná v okrese Cheb.

## Pamětihodnosti
- Kaple